# Gilt Edge
Gilt Edge est une municipalité américaine située dans le comté de Tipton au Tennessee.
Selon le recensement de 2010, Gilt Edge compte 477 habitants. La municipalité s'étend sur 2,76 milles carrés (7,15 km2), dont 0,04 mille carré (0,1 km2) d'étendues d'eau.
Selon Larry L. Miller, la localité doit son nom à une marque de chaussure ou à la valeur que lui attribuaient ses fondateurs (« gilt edge » signifie « bordure dorée »).